# Cut the Rope
Cut the Rope (Cắt dây thừng) là một trò chơi điện tử thể loại giải đố dựa trên vật lý nhiều phần của nhà phát triển Nga ZeptoLab thiết kế cho nhiều dạng máy và thiết bị chơi. Loạt trò chơi bao gồm Cut the Rope (2010), Cut the Rope: Experiments (2011), Cut the Rope: Time Travel (2013) và Cut the Rope 2 (2013).
Mục tiêu của trò chơi là đưa viên kẹo vào miệng của Om Nom, một quái vật nhỏ xíu màu xanh lá, trong khi phải thu thập càng nhiều sao càng tốt. Tính đến năm 2012, Cut the Rope đã đạt được hơn 100 triệu lượt tải.

## Cách chơi

Một màn chơi của Cut the Rope bao gồm dây, bong bóng, túi khí và nút đảo trọng lực. Người chơi cần đưa viên keọ đi qua càng nhiều sao vàng càng tốt và cho vào miệng của quái vật Om Nom màu xanh lá ở bên trên.

Trong mỗi màn, viên kẹo được treo bởi một hoặc nhiều những sợi thừng mà người chơi có thể cắt đứt bằng cách vuốt tay qua chúng. Ngoài ra còn rất nhiều những vật thể khác như túi khí, bong bóng, ong, mũ ảo thuật, súng dây, kiến, ma, van hơi, đèn lồng,... giúp người chơi đưa viên kẹo vượt qua các chướng ngại vật và đút vào miệng Om Nom.
Mỗi một gói cấp độ sẽ có những yếu tố mới như chướng ngại vật hay các thứ dùng để vận chuyển kẹo. Kết quả được chấm từ 0 tới 3 sao tùy theo số sao thu nhặt được trên đường đi và số điểm được tính theo số sao và thời gian hoàn tất màn chơi. Một chức năng mà người chơi phải trả tiền mua gọi là "Siêu năng lực" giúp việc điều khiển kẹo trở nên dễ dàng hơn.
Trong khi chơi, người chơi có thể tìm tất cả là 18 bức hình ẩn của Om Nom.

## Phát hành

### Cut the Rope
Cut the Rope phát hành ngày 4 tháng 10 năm 2010 cho iOS. Phiên bản HD cho iPad phát hành ngày 6 tháng 10 năm 2010. Sau đó, một bản miễn phí với ít màn chơi hơn phát hành lần lượt cho mỗi thiết bị trên là Cut the Rope Lite và Cut the Rope HD Lite. Chín ngày sau khi ra mắt lần đầu tiên, trò chơi đã đạt 1 triệu lượt mua, dẫn đầu bảng xếp hạng App Store. Theo Chillingo, đây là game iOS bán chạy nhất đạt con số đó.
Phiên bản cho hệ điều hành Android phát hành tháng 6 năm 2011. Phiên bản DSiWare phát hành vào tháng 9 năm 2011 tại châu Âu và tháng 11 năm 2011 tại Bắc Mỹ dành cho dòng máy Nintendo DSi và Nintendo 3DS.
Tháng 1 năm 2012, một phiên bản giới hạn được phát hành như một game trình duyệt cho các trình duyệt HTML5. Người dùng cũng có thể tải xuống miễn phí trên Windows 8 Consumer Preview bằng Windows Store.
Tháng 1 năm 2013, phiên bản cho BlackBerry của Cut the Rope phát hành trên BlackBerry World sau việc công bố của BlackBerry 10.

Biểu tượng của Cut the Rope: Holiday Gift

### Cut the Rope: Holiday Gift
Cut the Rope: Holiday Gift, một phiên bản tách riêng với chủ đề Giáng sinh gồm 25 màn chơi, đã được phát hành đầu tiên vào tháng 12 năm 2010. Nó chỉ được phát hành trong lễ Giáng sinh.

Biểu tượng của Cut the Rope: Experiments

### Cut the Rope: Experiments
Cut the Rope: Experiments được phát hành ngày 4 tháng 8 năm 2011, là một phần tiếp nối của Cut the Rope. Trong khi cách chơi rất giống Cut the Rope, phần game này giới thiệu nhiều yếu tố mới như tên lửa, ốc sên, nước,... Ngoài ra, nó còn có một cốt truyện mới và nhân vật mới. Trong khi chơi, người chơi cũng có thể tìm thấy những bức ảnh về Om Nom được ẩn đi.

Biểu tượng của Cut the Rope: Time Travel

### Cut the Rope: Time Travel
Phần tiếp nối thứ hai, Cut the Rope: Time Travel, phát hành vào 18 tháng 4 năm 2013. Om Nom trong phần này dùng máy thời gian để quay trở về gặp tổ tiên của nó. Điều này khiến cho người chơi phải cho kẹo cùng một lúc hai Om Nom thay vì một. Trong chương trình này có những yếu tố mới như nút đóng băng thời gian, bom, cưa đặc biệt, đồng hồ, kẹo bay, quả châu, quạt,...

Biểu tượng của Cut the Rope 2

### Cut the Rope 2
Cut the Rope 2 được phát hành vào 19 tháng 12 năm 2013 cho các thiết bị iOS. bao gồm cốt truyện mới, nhân vật mới và môi trường khác nhau. phiên bản Android được phát hành vào ngày 28 tháng 3 năm 2014.

### Cut the Rope: Triple Treat
Cut the Rope: Triple Treat được phát hành vào ngày 25 tháng 3 năm 2014 cho Nintendo 3DS, trong đó kết hợp 3 Cut the Rope trước đó: Cut the Rope, Cut the Rope: Experiments và Cut the Rope: Time Travel. Các phiên bản 3DS được xuất bản bởi Activision.

## Các màn chơi
Mọi trò chơi Cut the Rope nhóm các màn chơi vào "boxes" (hộp) hay "level packs" (gói). Thông thường, một hộp chứa 25 màn chơi trừ Cut the Rope: Time Travel chỉ có 15 màn chơi, Cut the Rope 2 chỉ có 24 màn chơi. Hầu như mỗi hộp đều chứa những chướng ngại và vật dụng mới nhằm thử thách người chơi. Những "hộp" mới được cập nhật thường xuyên qua chức năng cập nhật.
| Trò chơi                   | Số hộp | Số màn chơi trong mỗi hộp | Tổng số màn chơi |
| -------------------------- | ------ | ------------------------- | ---------------- |
| Cut the Rope               | 17     | 25                        | 425              |
| Cut the Rope: Holiday Gift | 1      | 25                        | 25               |
| Cut the Rope: Experiments  | 8      | 25                        | 200              |
| Cut the Rope: Time Travel  | 12     | 15-20                     | 185              |
| Cut the Rope 2             | 7      | 24                        | 168              |

## Đánh giá
Bên cạnh những thành công về mặt thương mại, Cut the Rope được giới phê bình đánh giá rất cao. tháng 9/ 2012, website tổng hợp Metacritic cho 93 (trên 100) dựa trên 14 nhận xét chuyên ngành, cho thấy một sự "ca ngợi phổ quát". IGN khen trò chơi có "tính dễ ghiền của Angry Birds - câu đố tốt, sử dụng gần như hoàn hảo điều khiển cảm ứng, dễ thương và cá tính". Gamespot miêu tả nó "tươi mới, đầy thử thách, tuyệt đẹp, và mang tính giải trí cao". Jon Mundy từ Pocket Gamer cho ý kiến rất lạc quan, đánh giá "tươi sáng, giàu trí tưởng tượng, và vô cùng bóng bẩy".
Tại WWDC 2011, Cut the Rope thắng giải Apple Design Award cho sản phẩm trên nền iOS. Tháng ba năm 2011, trò chơi này thắng giải tại hạng mục "Handheld" (cầm tay) tại Giải thưởng trò chơi điện tử của Viện Hàn Lâm Anh quốc lần 7, là game trên nền tảng iOS đầu tiên thắng giải của BAFTA.
Phần tiếp nối Cut the Rope: Time Travel đã được Metacritic cho điểm là 87/100, và Cut the Rope: Experiments là 85/100.

## Truyện tranh và hàng hóa
Tháng bảy năm 2011, ZeptoLab và nhà xuất bản truyện tranh Ape Entertainment công bố một loạt truyện tranh được phát hành riêng. Câu chuyện xoay quanh đời tư của "quái vật thích kẹo" Om Nom và giới thiệu các nhân vật mới.
Om Nom đã trở thành chủ đề của một loạt video hoạt hình ngắn trên mạng, đồ chơi, và một trò chơi Apptivity của Mattel.

## Hoạt hình
Vào ngày 9 tháng 12 năm 2011, ToonBox - một nhà sản xuất phim hoạt hình và Zeptolab đã làm ra tập hoạt hình đầu tiên. Tên của phim hoạt hình là Om Nom Stories (Câu chuyện của Om Nom). Om Nom Stories gồm 12 tập. Trước tập 1 là tập bình thường, nói về Om Nom thoát khỏi một chú mèo thật. Phim hoạt hình nói về Om Nom đang ở trong thế giới thật, trừ tập 11, Om Nom đã lên cỗ máy thời gian và quay về tổ tiên của nó.
Tên phim từ tập 12 đến tập 20 là Om Nom Stories: Time Travel (Câu chuyện của Om Nom: Du hành thời gian) kể lại Om Nom và tổ tiên của nó. Tập 20 kể lại Om Nom quay trở lại hiện tại.
Tên phim từ tập 21 trở đi là Om Nom Stories: Unexpected Adventure (Câu chuyện Om Nom: Chuyến phiêu lưu Bất ngờ) kể lại chuyến phiêu lưu của Om Nom khi về nhà, sau khi bị treo lơ lửng ở khinh khí cầu do nhện điều khiển.